# Gerard Olivé
Gerard Olivé (La Garriga, Barcelona, 1978) es un emprendedor español que ha participado en la creación de empresas como Wallapop, Glovo o Carnovo.

## Biografía
Tercero de cuatro hermanos, realizó estudios de Comunicación Audiovisual en la Facultad Blanquerna de la Universidad Ramon Llull, en Barcelona. En 1999 vivió un tiempo en Nueva York. Después trabajó tres años en la agencia de publicidad Netjuice en Madrid y Barcelona. El 2006 creó la consultora especializada en marketing digital WebRepublic, que años después se convirtió con BeRepublic con la incorporación de Jordi Sanllehí.
En 2015 creó la agencia de publicidad BeAgency con Micky Ribera, Blanca Martorell y Rafa Ferrater. También es cofundador de Antai Venture Builder, con Miguel Vicente, desde donde ha participado en la creación de empresas como Wallapop, Cornerjob, Glovo, Deliberry, ProntoPiso o Dribo, entre otros.
En 2010 la escuela de negocios IESE lo consideró como uno de los veinte jóvenes emprendedores más influyentes. También ha impartido varias conferencias. En 2016 fue nombrado miembro de honor del Colegio de Publicitarios y Relaciones Públicas de Cataluña. Ha competido en esquí y trial.